# Barnkowo
Barnkowo – osada w Polsce położona w województwie zachodniopomorskim, w powiecie gryfińskim, w gminie Chojna.
W latach 1975–1998 miejscowość należała administracyjnie do województwa szczecińskiego.
Osada pierwszy raz wzmiankowana w 1270, do czasów współczesnych zachowała kształt owalnicy. Obecnie Barnkowo znajduje się w granicach administracyjnych Chojny, od pozostałej części miasta oddziela je Potok Jeleński zwany Małą Kalicą.

## Zabytki
- Kościół św. Marka w Chojnie
- Bramka cmentarna z XVI w.